# Lekythoporidae
Lekythoporidae zijn een familie van mosdiertjes (Bryozoa) uit de orde van de Cheilostomatida. De wetenschappelijke naam ervan is in 1909 voor het eerst geldig gepubliceerd door Georg Marius Reinald Levinsen.

## Geslachten
- Aulopocella Maplestone, 1903
- Catadysis Canu & Bassler, 1927
- Harpagozoon Gordon, 2009
- Jugescharellina Gordon, 1989
- Lekythopora MacGillivray, 1883
- Orthoporidra Canu & Bassler, 1927
- Poecilopora MacGillivray, 1886
- Turritigera Busk, 1884